# Espectrômetro de Pequim III
O Espectrômetro de Pequim III (BES III) é um experimento de física de partículas no Colisor de Elétrons e Pósitrons de Pequim II (BEPC II) no Institute of High Energy Physics (IHEP). Ele é projetado para estudar a física dos decaimentos de charme, charmônio e hádrons leves. Também realiza estudos do lépton tau, testes de QCD e pesquisas de física além do Modelo Padrão. O experimento começou a coletar dados no verão de 2008. A Colaboração BESIII, em 2022, relatou um método diferente para sondar as diferenças entre matéria e antimatéria com extrema sensibilidade.